# هكساديكان-1-ول
هكساديكان-1-ول هو كحول دهني ذو ستة عشر ذرة كربون، صيغته الجزيئية هي C16H34O. ويستخدم الكحول في صناعة مشحمات البراغي، والصواميل والمصاميل.

## الاكتشاف
اكتشفه الكيميائي الفرنسي ميشيل شيفرول في عام 1817 م. عندما قام بتسخين عنبرية، وهي مادة شمعية نحصل عليها من زيت حوت العنبر، مع هيدروكسيد البوتاسيوم.